# Frontline: Fields of Thunder
Frontline: Fields of Thunder est un jeu vidéo de stratégie en temps réel (STR) développé par Nival Interactive et publié sur  PC par Paradox Interactive le 30 mars 2007. Le jeu se déroule pendant la deuxième guerre mondiale et permet au joueur de commander les Russes ou les Allemands lors des batailles de blindés s’étant déroulées sur le front de Koursk. Le jeu ne fut pas très bien reçu par les critiques qui lui reprochent d’être trop similaire aux titres de la série Blitzkrieg,.

## Accueil
| Frontline: Fields of Thunder |      |       |
| Média                        | Pays | Notes |
| GameSpot                     | US   | 53 %  |
| Jeuxvideo.com                | FR   | 12/20 |
| Joystick                     | FR   | 6/10  |